# Острів Ганса
Острів Ганса (гренландською: Tartupaluk; інуктитут: ᑕᕐᑐᐸᓗᒃ; англ. Hans Island; фр. Île Hans; дан. Hans Ø) — невеличкий острів без постійного населення, що знаходиться у протоці, що відділяє Гренландію від острова Елсмір (канадська територія Нунавут). Оскільки ширина протоки складає 22 милі, а територіальні води простягаються на 12 миль від узбережжя, від 30-х років XX сторіччя острів був джерелом територіальної суперечки між Канадою та Данією.

## Назва
Острів названо на честь Ганса Фредріка — перекладача у складі групи дослідників Арктики (1853), котру очолював американець Еліша Кейн.

## Належність
У 1850—1880 роках область, де розташований острів, була досліджена американськими і британськими експедиціями. Ці експедиції були почасти організовані задля пошуку зниклого британського дослідника Джона Франкліна, а частково аби дістатися Північного полюса.
Данська експедиція 1920—1923 років створила точну карту усього регіону узбережжя Північної Гренландії від мису Йорк до Данського фйорду (англ. Denmark Sound).
У 1933 році Постійна палата міжнародного правосуддя оголосила Гренландію частиною Данії, а остання стверджує, що геологічні дані вказують на те, що острів Ганса є частиною Гренландії, тож належить Данії за рішенням суду.
14 березня 1974 року набрала чинності канадсько-гренландська угода про взаємне визнання морських кордонів, де визначалися також межі континентального шельфу, який отримувала кожна з держав:
|  | Уряд Королівства Данії та Уряд Канади вирішили визначити район між Гренландією та Канадським Арктичним архіпелагом лінією розмежування, поза якою жодна зі Сторін відповідно до Угоди про Континентальний Шельф від 29 квітня 1958 не може реалізовувати своє суверенне право на дослідження та використання природних родовищ континентального шельфу. Оригінальний текст (англ.) The Government of the Kingdom of Denmark and the Government of Canada, Having decided to establish in the area between Greenland and the Canadian Arctic Islands a dividing line beyond which neither Party exercising its rights under the Convention on the Continental Shelf of April/29/1958 will extend its sovereign rights for the purpose of exploration and exploitation of the natural resources of the continental shelf… |

Угодою визначалися координати 127 географічних точок, які мали слугувати кордоном, проте 1370-метрова пряма між пунктами 122 та 123 (80°49′12" пн. ш./66°29′00" зх. д. та 80°49′48" пн. ш./66°26′18" зх. д.) на карті не була позначена, оскільки острів Ганса розташований якраз між цими точками.
1984 року Кен Гарпер, історик з Ікалуїта, написав замітку у місцевій газеті, де повідомив, що минулого, 1983, року бачив на острові людину з капелюхом, на якому великими літерами було написано «Острів Ганса, П.-З. Т.» (англ. HANS ISLAND, N.W.T). Це був науковець канадської корпорації Доум Петроліум, яка таємно провадила дослідження на острові.
11 квітня 2012 року було запропоновано, аби кордон розділив острів Ганса навпіл, а кожна з країн отримала свою частину суші. У такому разі Гренландія та Канада матимуть вже дві сухопутні ділянки кордону.
29 листопада 2012 Данія та Канада виробили компроміс щодо питань кордону, проте ця угода знов-таки не зачепила острів Ганса.
Відповідно до угоди від 14 червня 2022 року, Канада і Данія поділили острів майже порівну, поділ відбувся по ущелині на острові.

## Цікавий факт
1984 року данський міністр у справах Гренландії встановив прапор своєї країни на острові і залишив пляшку бренді з повідомленням «Velkommen til den danske ø» (Ласкаво просимо на данський острів). У відповідь канадці висадилися на острів, замінили прапор на власний і поклали поруч пляшку віскі.
Протягом 2002—2005 років обидві країни по черзі знімали чужий і встановлювали свій прапор на острові, доки депутат від Гренландії Йозеф Моцфельдт врешті-решт не заявив, що Канада окупувала острів і потрібно нарешті визначитися із його приналежністю.